# ひみつのなっちゃん。
『ひみつのなっちゃん。』は、2023年1月13日に公開された日本映画。監督・脚本は本作が映画デビュー作となる田中和次朗、主演は本作が劇場用長編映画初主演となる滝藤賢一。
岐阜県郡上八幡を舞台に、亡き友人なっちゃんが「オネエ」であることを知らない家族のため、3人のドラァグクイーンが「ふつうのおじさん」として葬式に参列し、徐々に前向きになる姿を描く。本作は郡上市などでロケ撮影が実施され、全国公開に先駆けて1月6日に岐阜県、及び主演を務めた滝藤の出身地である愛知県で上映された。

## 登場人物

### 主要人物
バージン / 坂下純
演 - 滝藤賢一
ドラァグクイーン。なっちゃんの友人。
モリリン / 石野守
演 - 渡部秀
ドラァグクイーン。なっちゃんが営む新宿二丁目の食事処の店子。
ズブ子 / 沼田治彦
演 - 前野朋哉
ドラァグクイーン。人気オネエ系タレント。
なっちゃん
演 - カンニング竹山
並木恵子
演 - 松原智恵子
なっちゃんの母。岐阜で執り行われる息子の葬儀に参列して欲しいとバージンたちにお願いする。

### 周辺人物
山田茂典
演 - 豊本明長（東京03）
過去にバージンが踊っていたクラブのママ。バージンの良き相談相手。
内藤和彦
演 - 本多力
葬儀屋。
トラックの運ちゃん
演 - 岩永洋昭
モリリンが旅の途中で出会ったゲイのトラック運転手。
スーパーの店員
演 - 永田薫（MAG!C☆PRINCE）
旅の途中で出会ったイケメン。
坪井博子
演 - 市ノ瀬アオ（当時821）
郡上八幡の旅館の娘。
アンジェリカ
演 - アンジェリカ（本人役）
モリリンを勧誘した名古屋のドラァグクイーン。
坪井の妻
演 - 生稲晃子
郡上八幡の旅館の女将。
坪井仁
演 - 菅原大吉
郡上八幡の旅館の主人。
グローリー / 下田信之介
演 - 本田博太郎
新宿二丁目で伝説となっている謎の人物。なっちゃんの過去を知る。

## スタッフ
- 脚本・監督 - 田中和次朗
- 主題歌 - 渋谷すばる「ないしょダンス」（World art）[6]
- 製作 - 與田尚志、折上英作[7]
- エグゼクティブプロデューサー - 加藤和夫、小林一彦[7]
- プロデューサー - 中野剛、近藤良英、哘誠[7]
- 協力プロデューサー - 柳坂明彦[7]
- ラインプロデューサー - 三好保洋[7]
- 音楽 - 鈴木俊介、田井千里、石塚徹[7]
- 音楽プロデューサー - 田井モトヨシ[7]
- 撮影 - 石塚将巳[7]
- 照明 - 金子秀樹[7]
- 美術監督 - 山下修侍[7]
- 録音・整音効果 - 臼井勝[7]
- 編集 - 中村和樹[7]
- 衣装 - 中村祐実[7]
- ヘアメイク - 那須野詞[7]
- 助監督 - 鳥飼久仁[7]
- 制作担当 - 齊藤光司[7]
- ドラァグクイーン監修 - エスムラルダ[1][7]
- 宣伝プロデューサー - 鷲谷一[7]
- 配給統括 - 増田英明[7]
- ロケ協力 - 岐阜県郡上市[1]
- 配給 - ラビットハウス、丸壱動画[1][7]
- 製作プロダクション - 丸壱動画
- 制作協力 - さざなみ
- 製作 -「ひみつのなっちゃん。」製作委員会（東映ビデオ、丸壱動画、TOKYO MX、岐阜新聞映画部）[1][7]